# Tropidomyia africana
Tropidomyia africana är en tvåvingeart som beskrevs av Camras 2001. Tropidomyia africana ingår i släktet Tropidomyia och familjen stekelflugor. Inga underarter finns listade i Catalogue of Life.